# Vespa (Marvel Comics)
Vespa (do inglês Wasp) é uma personagem de histórias em quadrinhos da editora norte-americana Marvel Comics. Além de grande heroína e fundadora dos Vingadores, tornou-se também uma estilista extremamente renomada e altamente conceituada obtendo uma carreira de sucesso no Universo Marvel.

## História
Janet é a filha mais velha do renomado cientista Vernon Van Dyne. Quando seu pai foi assassinado a desolada jovem buscou o apoio do colega dele Hank Pym. Sem o conhecimento da moça, Hank levava uma vida dupla como o diminuto aventureiro Homem-Formiga. Impressionado pela força moral de Janet, Hank revelou sua identidade secreta e propôs a conversão dela numa criatura superpoderosa, para que assim pudesse vingar a morte do pai e rapidamente Janet aceitou.

### Vida heroica
Baseando-se em suas recentes pesquisas sobre a estrutura orgânica das vespas, Hank implantou, sob as escápulas e têmporas de Janet, células correspondentes àquelas encontradas nas asas e antenas dos insetos. Ele também a ensinou a utilizar as Partículas Pym, capacitando-a de encolher a altura mínima de 3,8 cm e voltar ao normal. Devido às técnicas de bioengenharia de Hank, Janet pode manifestar asas e se comunicar telepaticamente com insetos em seu estado reduzido. Como Vespa, ela ajudou o Homem-Formiga a levar o assassino de seu pai à justiça. Depois disso, tornou-se parceira de combate ao crime do diminuto herói, desenvolvendo suas habilidades de modo á um dia tornar-se uma heroína por conta própria.

### Criação dos Vingadores
Depois da aventura inicial dos Vingadores, foi a Vespa que batizou a equipe. Enquanto isso, a parceria de Janet com Hank resultou em uma união mais profunda. Os dois, por fim, se apaixonaram e se casaram. Quando fez 23 anos, Janet assumiu integralmente sua herança. Agora muito rica, ela continuou motivada como antes. Decidida a dar continuidade a suas aventuras, a jovem iniciou também uma carreira de sucesso como estilista. A essa altura, já era do conhecimento de todos que ela era a Vespa

### Dinastia M
Janet é a estilista de modas mais bem preparada do Mundo. Mesmo sendo uma humana conquistou a fama, o carinho e o respeito de muitos admiradores da moda. Faz vestidos e grifes para modelos famosas como Mary Jane Watson e para pessoas da realeza como a rainha Ororo de Wakanda. Mesmo sendo uma humana, ela não se deixa abalar por críticas e é muito elogiada pelo seu trabalho e sua garra. Ela é uma das humanas mais bem sucedidas de toda a Terra.

### Morte
Durante a saga Invasão Skrull, onde grande parte dos heróis do Universo Marvel foi sequestrada e substituída por alienígenas transmorfos conhecidos como Skrull, seu parceiro Hank Pym foi trocado por um destes seres para chegar em Janet, podendo assim concretizar um dos mais cruéis planos para a invasão, transformar a Vespa em uma "bomba viva"! Durante uma batalha no Central Park, a "bomba Vespa" é então acionada e leva Janet como sua última visão sendo os olhos descrentes de Thor. Ela então é dada com morta e tendo um velório digno da morte heroica que teve com a presença de vários heróis, personalidades da alta sociedade e cientistas. Depois de mais de 10 anos descobriu-se que no momento da sua "implosão" Janet usou seus poderes de diminuição, porém o efeito da explosão alterou seus poderes, tornando as partículas Pym instáveis fazendo com que ao invés de diminuir para seu tamanho diminuto, fosse diminuída a um tamanho infinitamente menor e acabasse num microverso dentro do nosso.

### Retorno: após VvsX
Por mais de 10 anos foi considerada morta por todos incluindo o seu inconsolável ex-marido Henry Pym, até que logo após o fim da grande saga Vingadores Vs. X-men, quando a Força Fênix ameaça destruir a Terra novamente e os Vingadores partem para derrotá-la, só que no meio do caminho aparecem os X-men que pensam poderem controlar a entidade cósmica podendo assim salvar os mutantes da extinção após os eventos da Dizimação a partir daí a saga se desenrola.
Pouco tempo após a conclusão do crossover, os Vingadores recebem um sinal de um cartão de identificação de um antigo Vingador até então desconhecido, vindo do mesmo lugar onde Janet havia morrido no Central Park. Thor, Homem de Ferro, Capitão América e Gigante partem então numa busca através de um microverso na procura de Janet e a encontram... Porém esses Vingadores são capturados por Lorde Gouzer, o chefe do crime do lugar que tenta roubar o escudo do Capitão, o Martelo de Thor e a armadura de Tony Stark! Após muitas desventuras eles conseguem retornar ao nosso universo com a Vespa viva após mais de uma década sendo considerada morta, causando grande comoção na comunidade heroica.

## Outras versões

### MC2
No futuro alternativo do universo "MC2", Henry Pym e Janet Pym são pais de dois filhos (Hope Pym e Henry Pym, Jr.). O Gigante morre na última missão dos Vingadores originais, e a Vespa morre de coração partido. As mortes de seus pais motivam Hope a ser a Rainha Vermelha para formar os Revengers, enquanto Henry Jr. se torna o Big Man e se junta a uma equipe de reforma do governo.

### Marvel Adventures
A série Marvel Adventures: The Avengers (ambientada em sua própria continuidade) apresenta Janet van Dyne como Giant-Girl, mostrando sua capacidade de crescer em vez de encolher, que ela usa em combate. Ela é mais jovem do que sua contraparte principal do universo e ela faz piadas junto com seu companheiro de equipe Homem-Aranha. A edição 13 da série revela sua origem como uma socialite abastada que recebeu acesso às partículas Pym, que mudam de tamanho, pelo cientista Henry Pym (aqui um funcionário do pai de Janet, em vez de um super-herói). Seu tamanho máximo é desconhecido, mas ela cresce o suficiente para pegar uma escola. Em vez de ter seus poderes naturalmente, Janet exige um terno alimentado por partículas de Pym para mudar seu tamanho. Como sua contraparte da Terra-616, Janet parece mudar sua fantasia regularmente. O primeiro traje é roxo e preto com uma máscara adornada com antenas parecidas com as roupas de Homem Gigante usadas por Hank Pym no universo principal. Este traje permite que ela cresça, tendo o efeito adicional de deixar que ela controle os insetos (embora ela nunca use esse poder). Este traje é mais tarde destruído, e Janet usa uma segunda roupa que não inclui uma máscara, já que sua identidade secreta foi revelada. Finalmente, Janet ganha um terceiro uniforme que permite que ela cresça e encolha, com o traje mudando de aparência dependendo do seu tamanho. Ao usar este traje para encolher, ela chama a si mesma de Wasp e tem poderes semelhantes ao seu homólogo principal, como o voo, a força proporcionalmente sobre-humana e a capacidade de projetar picadas bio-elétricas. Uma prévia recente da Marvel Adventures: the Avengers # 19 mostrou que ela usava uma fantasia que é principalmente azul, mas tem detalhes em amarelo-ouro. Se este traje aumenta seu tamanho máximo ainda está para ser visto. Ela também menciona que ela tem pelo menos dois irmãos, embora eles nunca tenham sido vistos ou tenham recebido nenhum nome (veja Marvel Adventures: The Avengers # 3).

## Em outras mídias

### Televisão
- Vespa apareceu em The Marvel Super Heroes, com a voz de Peg Dixon.

- Wasp fez uma aparição no episódio "To Battle the Living Planet" da série animada Quarteto Fantástico.

- Vespa apareceu em The Avengers: United They Stand, com a voz de Linda Ballantyne.

- Vespa é destaque em The Super Hero Squad Show, com a voz de Jennifer Morrison.

- Janet van Dyne/Vespa aparece como um dos personagens principais em The Avengers: Heright Mightiest Heroes, com a voz de Colleen O'Shaughnessey.

### Filmes
- Hayley Lovitt faz uma aparição como Janet van Dyne em uma seqüência de flashback no filme Homem-Formiga de 2015.  Na tentativa de parar um míssil, Van Dyne se reduz a um tamanho subatômico e aparenta ter morrido. Em uma cena durante os créditos, Hank Pym revela para a filha que teve com Janet, Hope van Dyne, interpretada por Evangeline Lilly, que criou um novo protótipo da roupa da Vespa.
- Michelle Pfeiffer interpreta Janet van Dyne no filme Homem-Formiga e a Vespa de 2018, onde Hope assume a identidade da Vespa. O Homem-Formiga, por ter também se reduzido ao tamanho subatômico, começa a receber mensagens telepáticas de Janet, que então retransmite para Hank Pym e Hope, que então passam a trabalhar em um túnel para o Reino Quântico para resgatar Janet. Enquanto Scott Lang está no Reino Quântico, Janet, Hank e Hope são desintegrados devido a Thanos ativando a manopla no final de Vingadores : Guerra Infinita , deixando Scott preso no reino.
- Vingadores: Ultimato, de 2019, tem todas as vítimas de Thanos sendo revividas quando Bruce Banner ativa as Joias do Infinito. Hope participa da batalha final no traje de Vespa, e ela e Janet comparecem ao funeral de Tony Stark no final do filme.
- Em Ant-Man and the Wasp: Quantumania, de 2023, Hope e Scott estão em um relacionamento e suas famílias vivem juntas. Quando a filha de Scott, Cassie, liga um comunicador para o Reino Quântico, os Langs e os Van Dynes são sugados para o mundo subatômico por Kang, o Conquistador, que Janet conheceu no seu período presa no Reino Quântico.